# Cultura postalayótica

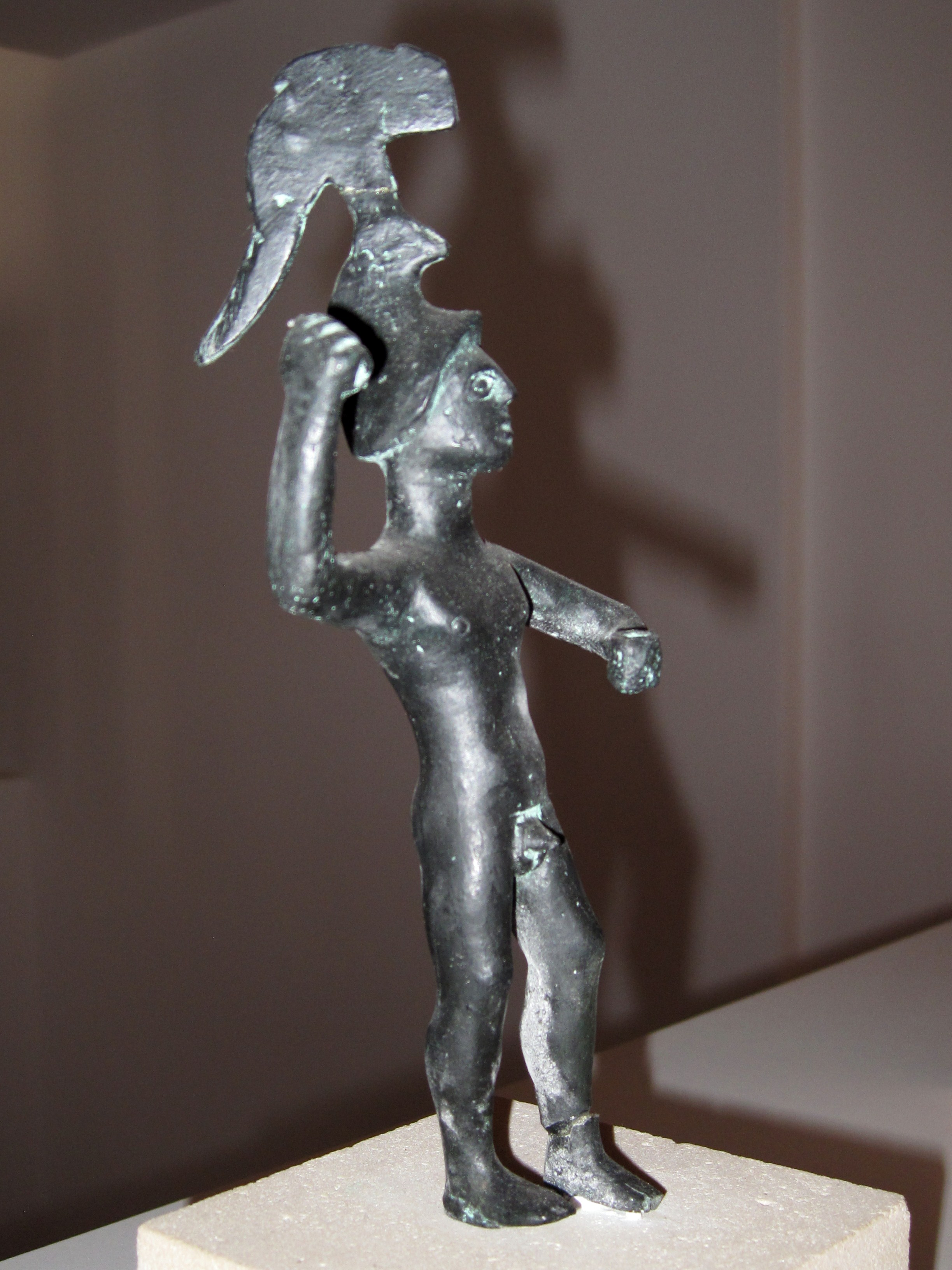
Mars balearicus. Museo regional de Artá.

Se llama Cultura postalayótica a la última fase de la prehistoria (realmente protohistoria) de las islas Gimnesias. Su nombre viene dado en relación temporal con la fase más conocida de la historia de dichas islas, la Cultura talayótica.
Paradójicamente, se conoce mucho peor esta época que la anterior pues, hasta finales del siglo XX, pocos investigadores la consideraban como algo más que el final de lo talayótico. Sin embargo, desde entonces se han empezado a identificar una serie de rasgos que la definen y la diferencian claramente de etapas anteriores.
Aproximadamente, hacia principios del siglo V a. C. se abandonan de forma violenta una serie de asentamientos de la etapa anterior, lo que queda patente por niveles de incendios en varios de los poblados que han sido excavados. En algunos lugares, estos yacimientos son abandonados definitivamente, mientras que en otros parece que vuelve a recuperarse la población tras un vacío de décadas. Ya no se vuelven a construir grandes monumentos como los de la etapa anterior, sino que, frecuentemente, se rehabilitan las ruinas o se modifican antiguas construcciones. Las viviendas talayóticas ganan en complejidad, con una serie de estancias alrededor de un patio en el que suele haber un pequeño pozo para almacenamiento de alimentos o agua.
La economía varía poco inicialmente, marcada todavía por la gran crisis que fue provocada por la dependencia casi exclusiva en la ganadería como fuente de alimentación. Pero los contactos con comerciantes de la vecina ciudad de Ibussim (la actual Ibiza) se vuelven cada vez más frecuentes, llegando a poder considerarse que las Gimnesias fueron colonizadas por la pujante ciudad púnica. Entre los intercambiios económicos o culturales se ha identificado, por ejemplo, la reintroducción de la agricultura: en un barco púnico hundido frente a la costa mallorquina se encontraron cepas de vid. También se han identificado asentamientos púnicos en islotes junto a la costa, entre los que destaca el de "Na Guardis", en la Colonia de Sant Jordi (Mallorca). Las construcciones identificadas en este islote incluyen dos embarcaderos, una vivienda, varios almacenes, y un horno para la fundición de hierro.
Pero lo que más destaca entre los cambios que ocurren en la sociedad de las Gimnesias es la incorporación de sus hombres, como honderos, en el ejército cartaginés. Se sabe que estos soldados se alistaban en calidad de mercenarios pues, según fuentes escritas, cuando regresaban, lo hacían con sus ganancias en forma de vino y mujeres. La apariencia lúdica de este hecho oculta su realidad en términos sociales y económicos: el vino que traían servía para establecer o reforzar su estatus social a base de grandes celebraciones, y la acumulación de mujeres servía para poder establecer lazos familiares con los pretendientes de dichas mujeres, que tomarían el papel de "hijas" del soldado. Estos matrimonios significarían el establecimiento de lazos permanentes de intercambio de regalos o, como mínimo, los pagos de las dotes correspondientes por cada una de las mujeres, posiblemente en forma de cabezas de ganado.
El regreso de estos mercenarios de las distintas guerras en las que participaron (entre las que destacan las guerras púnicas) también supuso una creciente aculturación de la población isleña, que se puede ver en la fabricación de alfarería a imagen de piezas importadas, o la creación de numerosas figuras de bronce también similares a modelos clásicos. Entre estas figuras destacan por la frecuencia de sus hallazgos los «Martes baleáricos», guerreros desnudos en posición de ataque, blandiendo un casco, una lanza y un escudo. Estos guerreros pueden medir desde unos pocos centímetros hasta algo más de medio metro, y la calidad de su factura es realmente variada.
Tras la derrota definitiva de Cartago a manos de Roma en el año 146 a. C., las tropas del imperio se dedican a incorporar las distintas posesiones del imperio derrotado, y les toca el turno a las Gimnesias en el año 123 a. C., con la invasión de Mallorca y Menorca a manos de las tropas de Quinto Cecilio Metelo Baleárico. Desde ese momento, el archipiélago balear pasa a ser una unidad, incorporada en el Imperio romano, y en la historia del continente europeo. Aun así, ya metidos en la historia, los cambios son lentos, y nuestros conocimientos de las épocas posteriores son más escasos que los de la prehistoria. Se sabe que los romanos fundaron cuatro ciudades en Mallorca (Pollentia, Palma, Tucis y Guium) y, sin embargo, sólo se conoce el emplazamiento de dos de ellas: Pollentia y Palma.